# ANBO-V
АНБО-V (лит. ANBO-V) — литовский учебно-тренировочный самолёт конструкции Антанаса Густайтиса. В 1936 году модернизирован, модификация получила обозначение ANBO-51.

## История создания
Самолёт создан Антанасом Густайтисом в качестве замены немецких машин в связи с нехваткой самолётов для обучения литовских пилотов. Из-за срочности работы Густайтис отложил проектирование боевого самолёта ANBO-IV.
Первый полёт опытного экземпляра состоялся 19 мая 1931 года. На нём был установлен двигатель Walter Vega I, который на серийных самолётах был заменён на Walter Venus или Armstrong Siddeley Genet Major. Всего было выпущено четыре серийных экземпляра.
В 1936 году самолёт прошёл модернизацию: двигатель заменён на более мощную модель Armstrong Siddeley Genet Major IV. Модернизированных самолётов построено 10 штук, они получили обозначение ANBO-51.

## Использование
Использовались авиаотрядом 29-го стрелкового корпуса РККА (29-й эскадрильей): на вооружении было 5 самолётов ANBO-51.

## Описание конструкции
Одномоторный моноплан с верхним расположением крыла.

## Тактико-технические характеристики
Источник данных: airwar.ru

Технические характеристики
- Экипаж: 2
- Длина: 7,30 м
- Размах крыла: 11,35 м
- Высота: 2,40 м
- Площадь крыла: 20,65 м²
- Масса пустого: 500 кг
- Нормальная взлётная масса: 820 кг
- Силовая установка: 1 × Walter Vega I (прототип)
1 × Walter Venus / Armstrong Siddeley Genet Major (ANBO-V)
1 × Armstrong Siddeley Genet Major IV (ANBO-51)
- Мощность двигателей: 1 × 85 л. с.(прототип)
1 × 110 л. с.(ANBO-V)
1 × 160 л. с.(ANBO-51)

Лётные характеристики
- Максимальная скорость: 170 км/ч
- Крейсерская скорость: 151 км/ч
- Практический потолок: 4000 м